# Jason Arnott
Jason William Arnott (* 11. Oktober 1974 in Collingwood, Ontario) ist ein ehemaliger kanadischer Eishockeyspieler, der im Verlauf seiner aktiven Karriere zwischen 1991 und 2012 unter anderem 1366 Spiele für die Edmonton Oilers, New Jersey Devils, Dallas Stars, Nashville Predators, Washington Capitals und St. Louis Blues in der National Hockey League auf der Position des Centers bestritten hat. Seine größten Karriereerfolge feierte Arnott in Diensten der New Jersey Devils mit dem Gewinn des Stanley Cups im Jahr 2000 sowie im Trikot der kanadischen Nationalmannschaft mit dem Sieg bei der Weltmeisterschaft 1994.

## Karriere

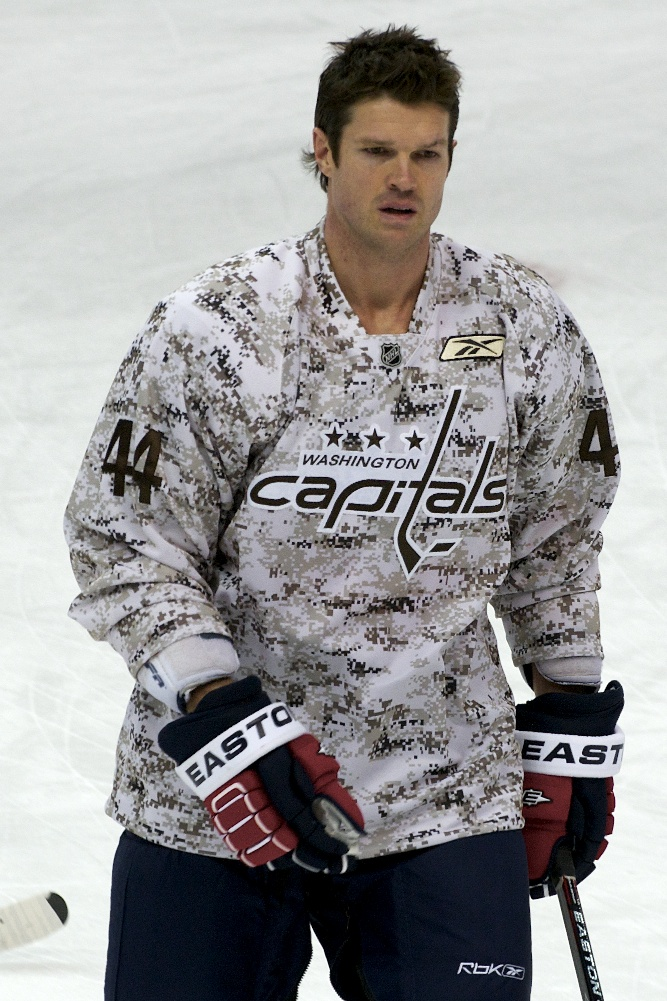
Arnott als Spieler der Washington Capitals

Jason Arnott wurde im NHL Entry Draft 1993 in der ersten Runde an siebter Stelle von den Edmonton Oilers gezogen. Jason setzt wie die meisten Center sehr gerne seinen Körper ein und schafft somit sehr viel Raum für seine Mitspieler; dass er auch noch eine sehr gute Spielübersicht hat, macht ihn zu einem der stärksten Center in der Liga. Seine einzige Schwäche ist wahrscheinlich seine Verletzungsanfälligkeit, denn bis jetzt konnte er keine Saison voll durchspielen. Dies hängt aber eher mit seiner aggressiven Spielart zusammen, denn er scheut keinen Körperkontakt und checkt gerne jemanden einmal an der Bande.
Arnott hatte in seiner ersten NHL-Saison 1993/94 einen fantastischen Start, kam gleich auf 33 Tore und 68 Punkte, eine sehr beachtliche Leistung eines Rookies, und wurde ins NHL All-Rookie Team gewählt. Einziger Negativpunkt waren die 104 Strafminuten. Er spielte für die Oilers noch weitere dreieinhalb Jahre, dabei kam er durch einige Verletzungen nicht mehr an die 68-Punkte-Marke heran, doch er spielte trotzdem sehr gute Saisonen wie in der Saison 1995/96, als er in 64 Spielen auf 28 Treffer und 59 Punkte kam. In diesem Jahr hatte er auch sich selbst besser unter Kontrolle und blieb erstmals mit 87 Strafminuten unter der 100er-Hürde. Während der NHL-Saison 1997/98 wurde er zu den New Jersey Devils transferiert. Er spielte auch bei den Devils sehr gut und konnte endlich einmal richtige Play-off-Erfahrung-sammeln. Bei den Devils konnte sich Arnott gut weiterentwickeln; dass er nun zu den stärksten Centern der NHL gehört, konnte er eindrucksvoll in den Stanley-Cup-Playoffs 2000 zeigen, als er mit acht Treffern und 20 Punkten in 23 Spielen maßgeblich am Stanley-Cup-Sieg beteiligt war. In der nachfolgenden Saison erzielte er sogar erstmals mehr Punkte als Spiele und zwar 59 Punkte in 58 Spielen.
Während der Saison 2001/02 wagte er den Sprung zu den Dallas Stars. Nach leichten Anlaufschwierigkeiten spielte er in der Saison 2005/06 wohl seine beste Saison bisher, denn er stellte einen persönlichen Rekord in absolvierten Spielen, Toren, Assists und Punkten in einer Saison auf. Mit 32 Toren und 76 Punkten in 81 Spielen war er nur einen Punkt hinter Mike Modano, dem Star-Center der Dallas Stars. Arnott wurde am Ende der Saison zu einem Free-Agent. Da er aber nicht wieder die Nummer 2 hinter Modano sein wollte, unterzeichnete er einen Fünf-Jahres-Vertrag über 4,5 Millionen US-Dollar pro Jahr bei den Nashville Predators. In der Saison 2006/07 spielte er die meiste Zeit mit Steve Sullivan in der zweiten Reihe.
Ab der Saison 2007/08 war er der Mannschaftskapitän der Nashville Predators. Am 19. Juni 2010 wurde er zu den New Jersey Devils transferiert. Ende Februar 2011 gaben ihn diese kurz vor der Trade Deadline im Austausch für Dave Steckel und einem Zweitrunden-Wahlrecht im NHL Entry Draft 2012 an die Washington Capitals ab. Am 6. Juli 2011 unterzeichnete Arnott einen Kontrakt für ein Jahr bei den St. Louis Blues. Im November 2013 erklärte der Kanadier seine Karriere für beendet.

### International
Für sein Heimatland nahm Arnott an der Weltmeisterschaft 1994 in Italien teil. Dabei kam er in acht Turnierspielen zum Einsatz und bereitete dabei sechs Tore vor. Am Ende errang er mit der kanadischen Nationalmannschaft  die Goldmedaille.

## Erfolge und Auszeichnungen
- 1994 NHL All-Rookie Team
- 1997 Teilnahme am NHL All-Star Game
- 2000 Stanley-Cup-Gewinn mit den New Jersey Devils
- 2008 Teilnahme am NHL All-Star Game

### International
- 1994 Goldmedaille bei der Weltmeisterschaft

## Karrierestatistik

### International
Vertrat Kanada bei:
- Weltmeisterschaft 1994

(Legende zur Spielerstatistik: Sp oder GP = absolvierte Spiele; T oder G = erzielte Tore; V oder A = erzielte Assists; Pkt oder Pts = erzielte Scorerpunkte; SM oder PIM = erhaltene Strafminuten; +/− = Plus/Minus-Bilanz; PP = erzielte Überzahltore; SH = erzielte Unterzahltore; GW = erzielte Siegtore; 1 Play-downs/Relegation; Kursiv: Statistik nicht vollständig)